# Bundesakademie für Kulturelle Bildung Wolfenbüttel
Die Bundesakademie für Kulturelle Bildung Wolfenbüttel e. V. ist eine Fortbildungseinrichtung für Menschen, die innerhalb des Kulturbetriebes und besonders in der Kulturvermittlung arbeiten, als Künstler, Lehrer, Jugend- und Erwachsenenbildner, in Kulturzentren, in der Kulturverwaltung, angestellt, freiberuflich, aber auch ehrenamtlich. Die Akademie versteht sich als „Ort für Kunst, Kultur und ihre Vermittler“.

## Auftrag und Organisation
Die Bundesakademie wurde 1986 als gemeinnütziger Verein gegründet und hat einen bundesweiten öffentlichen kultur- und bildungspolitischen Auftrag. Die Fort- und Weiterbildung richtet sich an Kulturvermittelnde und -schaffende aus dem gesamten Bundesgebiet sowie dem angrenzenden Ausland. Finanziert wird die Akademie aus Mitteln des Landes Niedersachsen, des Bundesministeriums für Bildung und Forschung und aus eigenen Einnahmen. Zu den Gremien des Trägervereins gehören die Mitgliederversammlung, der Vorstand und der Beirat. Seit April 2012 wird die Akademie von Vanessa-Isabelle Reinwand-Weiss geleitet, die zudem als Professorin an der Stiftung Universität Hildesheim tätig ist.

## Veranstaltungen und Programmbereiche
Die Bundesakademie bietet jährlich insgesamt rund 180 Veranstaltungen, darunter Seminare, Qualifizierungsreihen und Tagungen in sechs Programmbereichen an. Die Programmleiter werden bei der Veranstaltungsdurchführung von rund 300 externen Dozenten aus der Praxis unterstützt.

## Forschung
Die Akademie ist in der wissenschaftlichen Forschung aktiv und gibt regelmäßig Veröffentlichungen in der eigenen Publikationsreihe Wolfenbütteler Akademie-Texte heraus.

## Standorte
Standorte der Bundesakademie sind das Schloss Wolfenbüttel mit dem Verwaltungstrakt, dem Werkstatt- und Seminarbereich sowie das Gästehaus „Schünemanns Mühle“ mit seinen zwei Nebengebäuden in der Nachbarschaft. Das Gästehaus verfügt über 39 Zimmer und mehrere Tagungs- und Seminarräume. In Zeiten, in denen keine Kurse stattfinden, werden die Gebäude für Gastbelegungen genutzt.